# Scylaticus cruciger
Scylaticus cruciger är en tvåvingeart som beskrevs av Hermann 1921. Scylaticus cruciger ingår i släktet Scylaticus och familjen rovflugor.
Artens utbredningsområde är Paraguay. Inga underarter finns listade i Catalogue of Life.